# Chino (Califòrnia)
Chino és una població dels Estats Units a l'estat de Califòrnia. Segons el cens del 2000 tenia 69.732 habitants.

## Demografia
Segons el cens del 2000, Chino tenia 67.168 habitants, 17.304 habitatges, i 14.102 famílies. La densitat de població era de 1.232 habitants/km².
Dels 17.304 habitatges en un 47,3% hi vivien nens de menys de 18 anys, en un 62,5% hi vivien parelles casades, en un 12,9% dones solteres, i en un 18,5% no eren unitats familiars. En el 14,1% dels habitatges hi vivien persones soles el 5,2% de les quals corresponia a persones de 65 anys o més que vivien soles. El nombre mitjà de persones vivint en cada habitatge era de 3,43 i el nombre mitjà de persones que vivien en cada família era de 3,77.
Per edats la població es repartia de la següent manera: un 28,5% tenia menys de 18 anys, un 12,3% entre 18 i 24, un 34,2% entre 25 i 44, un 19,2% de 45 a 60 i un 5,9% 65 anys o més.
L'edat mediana era de 31 anys. Per cada 100 dones de 18 o més anys hi havia 133,1 homes.
La renda mediana per habitatge era de 55.401 $ i la renda mediana per família de 59.638 $. Els homes tenien una renda mediana de 35.855 $ mentre que les dones 30.267 $. La renda per capita de la població era de 17.574 $. Entorn del 6,3% de les famílies i el 8,3% de la població estaven per davall del llindar de pobresa.

## Poblacions més properes
El següent diagrama mostra les poblacions més properes.